# تل سیاه زمین
تل سیاه زمین در شهرستان اقلید، بخش حسن‌آباد، روستای میانرود واقع شده و این اثر در تاریخ ۱۲ بهمن ۱۳۸۱ با شمارهٔ ثبت ۷۳۳۹ به‌عنوان یکی از آثار ملی ایران به ثبت رسیده است.